# Agnibesa
Agnibesa là một chi bướm đêm thuộc họ Geometridae.